# Ocyllus
Ocyllus es un género de arañas cangrejo de la familia Thomisidae. Fue descrito por el sueco Tord Tamerlan Teodor Thorell.
Se distribuye únicamente por el continente asiático, en Birmania.

## Especies
- Ocyllus binotatus Thorell, 1887
- Ocyllus pallens Thorell, 1895